# Barrakka Lift (1905)

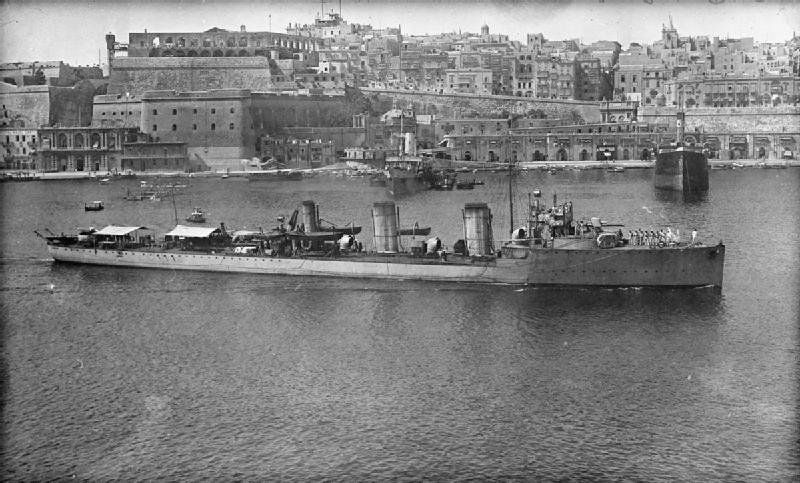
Wielki Port, winda widoczna w lewym, górnym narożniku

Barrakka Lift – nieistniejąca winda w stolicy Malty, Valletcie, łącząca Wielki Port z górnymi ogrodami Barrakka, działająca w latach 1905–1973. Po zamknięciu windy w 1973 roku, jej konstrukcja przetrwała aż do roku 1983, kiedy to dokonano jej rozbiórki. W 2012 roku w tym samym miejscu zbudowano nową windę.

## Lokalizacja
Winda znajdowała się we fragmencie fosy mającej łączyć Wielki Port z zatoką Marsamxett, której budowę rozpoczął Zakon Maltański. Winda łączyła przystań Wielkiego Portu ze znajdującymi się na szczycie Bastionu św. Piotra i Pawła górnymi ogrodami Barrakka.

## Historia
W 1901 Sacco Albanese, były pracownik Edison Manufacturing Company, zaproponował budowę na Malcie linii tramwajowej. W ogłoszonym przetargu zwyciężyła firma Macartney, McElroy & Co. Ltd, która oprócz linii tramwajowej przedstawiła także plan budowy dwóch wind osobowych w Valletcie: w okolicy portu Marsamxett oraz w okolicy górnych ogrodów Barrakka. Ostatecznie zdecydowano się na budowę tylko jednej z wind i kontrakt został podpisany 24 grudnia 1903.
Macartney i McElroy jako podwykonawców zatrudnili londyńską firmę Joseph Richmond & Co Ltd. Kosztująca 5000 funtów budowa zakończyła się we wrześniu 1905, a oficjalne otwarcie windy odbyło się 18 grudnia 1905.
Podczas I wojny światowej nastąpiły problemy w zaopatrzeniu – pojawiły się trudności z zakupem części zapasowych oraz węgla, używanego w elektrowni firmy do produkcji prądu. Krytyczny okres nastąpił w 1917 roku – w październiku firma zmuszona została do zawieszenia działalności windy ze względu na brak części zapasowych. Wznowienie funkcjonowania windy nastąpiło dopiero po zakończeniu wojny, pod koniec czerwca 1919.
W 1929 zlikwidowano sieć tramwajową. Elektrownia, która wykorzystywana była także do zasilania windy, funkcjonowała jeszcze do 1931 roku, kiedy to firma otrzymała od rządu działkę znajdującą się przy windzie w celu budowy na niej nowej stacji zasilającej, która pozwoliłaby na zasilanie windy za pomocą prądu z sieci energetycznej. W nowym budynku mieściła się także poczekalnia.
II wojna światowa przyniosła znaczny spadek liczby klientów ze względu na wzrost cen biletów, spowodowany wzrostem kosztów energii elektrycznej oraz nieregularne kursowanie promów.
Kolejny znaczny spadek liczby klientów nastąpił w wyniku zmian politycznych na Malcie – w 1964 roku kolonia została przekształcona w Państwo Malta, a następnie w niezależną od Wielkiej Brytanii Republikę Malty. Zmiany te wiązały się z ograniczeniem działalności brytyjskich baz wojskowych, pracownicy których stanowili znaczną grupę klientów.
22 stycznia 1973 firma poinformowała o znacznych stratach przynoszonych przez windę i zaproponowała rządowi jej przejęcie. Kilka dni później, 1 lutego 1973, nastąpiło zakończenie działalności. Firma Macartney, McElroy & Co. została zlikwidowana w roku 1975. W latach kolejnych pojawiały się propozycje ponownego uruchomienia windy, jednak nie zostały one zrealizowane. Pod koniec lat 70. XX w. podjęto decyzję o rozbiórce windy, co jednak nie nastąpiło ze względu na znaczne koszty. Ostatecznie rozbiórki dokonano pomiędzy czerwcem a sierpniem 1983.

## Parametry techniczne

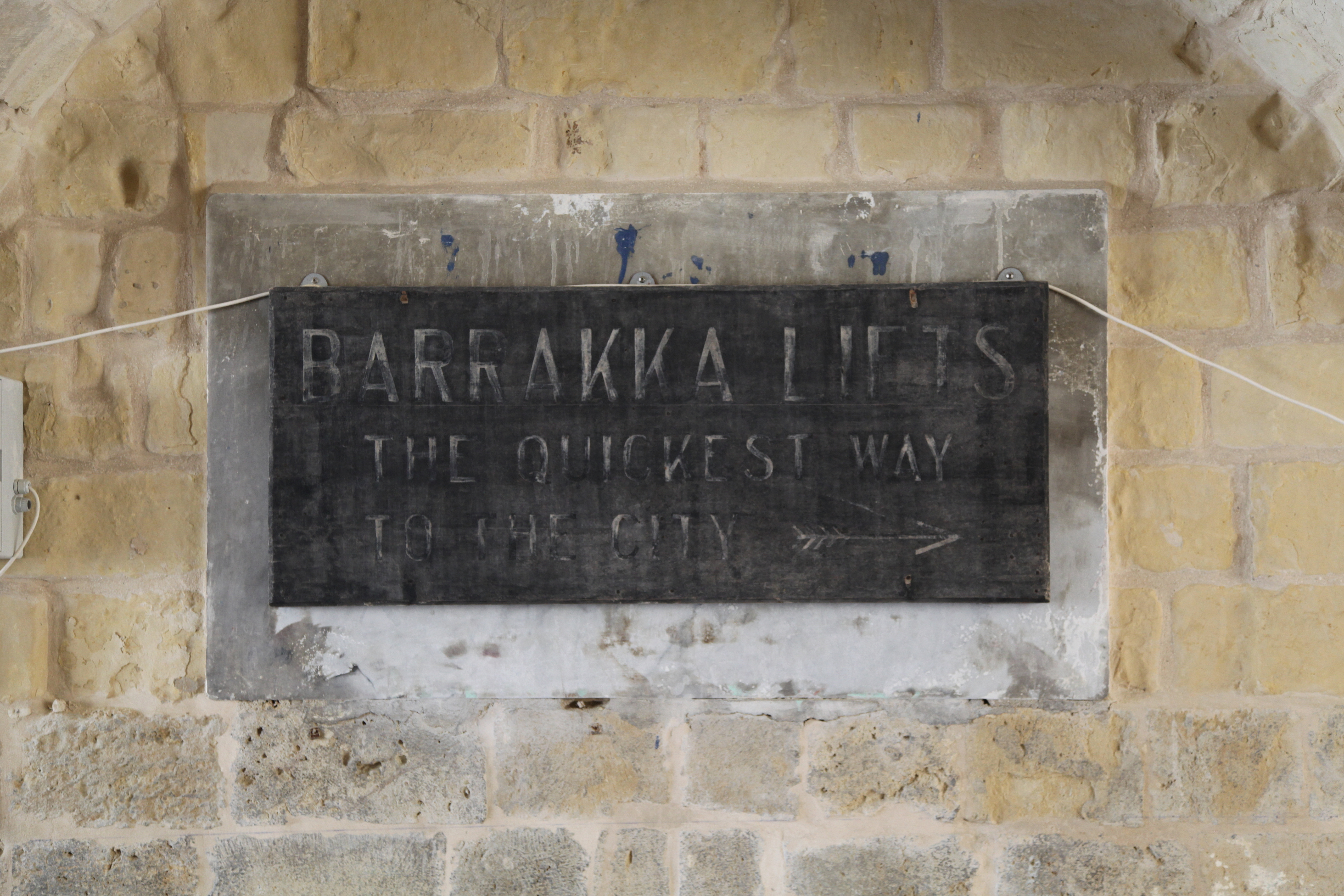
Tablica wskazująca drogę do windy

Wieża windy wykonana była ze stali o łącznej wadze około 75 ton i miała 60 metrów wysokości. Ze względu na pochyłość bastionu i w celu zmniejszenia długości pomostu koniecznego u szczytu windy, wieża przy podstawie umieszczona była w wycięciu wykonanym w ścianie. U góry dla zapewnienia stabilności przymocowana była do ściany stalowymi dźwigarami. Na dole szybów znajdowały się hydrauliczne bufory mające hamować windę.
Mogące pomieścić 12 pasażerów kabiny zawieszone były na 4 linach. Kabina numer 1 znajdowała się od strony Wielkiego Portu, natomiast numer 2 po stronie przeciwnej. Pokonywały one 51 metrów wysokości. W budce na szczycie wieży znajdowały się dwa silniki zasilane prądem o napięciu 500 V, które  pozwalały na osiągnięcie maksymalnej prędkości 1,3 m/s.

## Ceny biletów i przewozy
Początkowo cena biletu normalnego wynosiła 0,5 pensa dla pracowników wojskowych oraz 1 pens dla pozostałych klientów. Dzienne zyski w tym okresie wynosiły nawet 10 funtów, a w niedziele dochodziły do 14 funtów.
W 1941 roku w związku ze spadkiem liczby pasażerów firma zaproponowała podwyższenie opłat o pół pensa, ostatecznie jednak zdecydowano się o podniesienie cen o całego pensa – bilet dla pracowników wojskowych kosztował 1,5 pensa, a bilet normalny 2 pensy. W lutym 1942 średnio dziennie przewożono ponad 650 pasażerów. W lutym 1941 przewieziono 18 224 osób, co przełożyło się na zysk w wysokości 128 funtów 19 szylingów i 8 pensów.
W 1958 ceny wzrosły po raz kolejny o 0,5 pensa. W 1964 roku firma zaproponowała kolejną podwyżkę opłat – do 3 pensów, co jednak nie zostało zaakceptowane przez rząd.